# 陈笑菲
陈笑菲（1997年10月10日—），中国女子羽毛球运动员。

## 簡歷
2019年3月，陈笑菲代表中国參加香港舉行的亞洲羽毛球混合團體錦標賽，助球隊贏得冠軍。

## 主要比賽成績
只列出曾進入準決賽的國際賽事成績：
| 年份   | 賽事                     | 公開賽級別 | 項目     | 搭檔   | 成績   |
| ------ | ------------------------ | ---------- | -------- | ------ | ------ |
| 2019年 | 中國陵水羽毛球大師賽     | 超級100賽  | 女子雙打 | 周超敏 | 準決賽 |
| 2019年 | 中國陵水羽毛球大師賽     | 超級100賽  | 混合雙打 | 董伟杰 | 準決賽 |
| 2019年 | 亞洲羽毛球混合團體錦標賽 | 其他       | 混合團體 | －     | 金牌   |
| 2019年 | 美國羽毛球公開賽         | 超級300賽  | 女子雙打 | 张殊贤 | 準決賽 |
| 2019年 | 秋田羽毛球大師賽         | 超級100賽  | 女子雙打 | 张殊贤 | 準決賽 |
| 2019年 | 薩洛盧羽毛球公開賽       | 超級100賽  | 混合雙打 | 董偉傑 | 準決賽 |
| 2019年 | 马来西亚羽毛球国际挑战赛 | 國際挑戰賽 | 混合雙打 | 董偉傑 | 冠軍   |
| 2023年 | 中國瑞昌羽毛球大師賽     | 超級100賽  | 女子雙打 | 馮雪穎 | 冠軍   |
| 2024年 | 中國瑞昌羽毛球大師賽     | 超級100賽  | 女子雙打 | 馮雪穎 | 亞軍   |
| 2024年 | 中國寶雞羽毛球大師賽     | 超級100賽  | 女子雙打 | 馮雪穎 | 冠軍   |
| 2025年 | 中國瑞昌羽毛球大師賽     | 超級100賽  | 女子雙打 | 馮雪穎 | 冠軍   |

| 2018-2026年 | 總決賽 | 超級1000賽 | 超級750賽 | 超級500賽 | 超級300賽 | 超級100賽 | 國際挑戰賽 | 國際系列賽 | 未來系列賽 | 其他 |